# Мауританија на Летњим олимпијским играма 2024.
Мауританија је учествовала на Летњим олимпијским играма 2024. у Паризу, које се одржава од 26. јула 2024. до 11. августа 2024. Ово је једанаести наступ нације на Летњим олимпијским играма од њеног дебија 1984. године .

## Учесници по спортовима
| Спорт    | Мушкарци | Жене | Укупно |
| -------- | -------- | ---- | ------ |
| Атлетика | 0        | 1    | 1      |
| Пливање  | 1        | 0    | 1      |
| 2 спорта | 1        | 1    | 2      |

## Атлетика
| Атлетичарка        | Дисциплина | Квалификације | Квалификације | Финале   | Финале  |
| Атлетичарка        | Дисциплина | Резултат      | Пласман       | Резултат | Пласман |
| ------------------ | ---------- | ------------- | ------------- | -------- | ------- |
| Салам Боуха Ахамди | Жене 100 м |               |               |          |         |

## Пливање
| Пливач(ица) | Дисциплина              | Група | Група   | Полуфинале       | Полуфинале       | Финале           | Финале           |
| Пливач(ица) | Дисциплина              | Време | Пласман | Време            | Пласман          | Време            | Пласман          |
| ----------- | ----------------------- | ----- | ------- | ---------------- | ---------------- | ---------------- | ---------------- |
| Камил Доуа  | Мушкарци, 50 м слободно | 26.02 | 55      | Није се пласирао | Није се пласирао | Није се пласирао | Није се пласирао |